# 예수의 인종과 모습

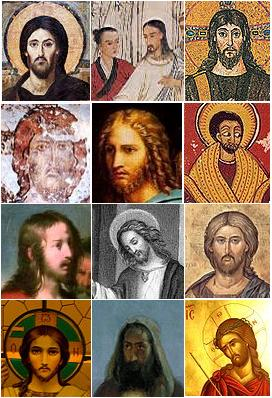
예수의 모습에는 학문적 합의가 없다; 수세기 동안, 그는 여러 방법으로 묘사되고 있다.

예수의 인종과 모습은 초기 기독교부터 수많은 경내에서 논의되었다. 직필본이 없고, 신약이 그의 죽음 전에 예수의 외모의 기재를 포함하지 않으며, 그 이야기는 인종적 모습에 일반적으로 무관심하지만, 예수의 족보는 마태오 복음서와 루카 복음서에 있는 히브리 족장설화에서 증명되기에, 히브리인의 후손임은 기독교 성경에서 일반적으로 분명하다.

## 같이 보기
- 예수의 묘사
- 역사적 예수
- 신약 속 예수의 삶

## 참고 도서
- Ehrman, Bart D. (2004).  Ehrman, Bart D, 편집. 《The New Testament: a Historical Introduction to the Early Christian Writings, Part 1》 3, illurat판. 뉴욕: Oxford University. ISBN 978-0-19-515462-7. OCLC 52430805. 2011년 6월 18일에 확인함.
- Glasgow, James (2010) [1872]. 《The Apocalypse Translated and Expounded》. Edinburgh: T&T Clark. ISBN 978-1-153-28844-6. OCLC 557904029. 2011년 6월 18일에 확인함.
- Mosley, William (1987). 《What Color Was Jesus?》 1판. Chicago: African American Images. ISBN 978-0-913543-09-2. OCLC 17281825. 2011년 6월 18일에 확인함.
- Niehaus, Jeffrey Jay (1995). 《God at Sinai: Covenant and Theophany in the Bible and Ancient Near East》. Studies in Old Testament Biblical Theology. Grand Rapids, Michigan: Zondervan. ISBN 978-0-310-49471-3. OCLC 31434584. 2011년 6월 18일에 확인함.
- Rodriguez, Clara E. (2000). 《Changing Race: Latinos, the Census, and the History of Ethnicity in the United States》. Critical America illurat판. 뉴욕: New York University. ISBN 978-0-8147-7547-9. OCLC 43684476. 2011년 6월 18일에 확인함.
- Taylor, Joan (2015년 12월 24일), 《What did Jesus really look like?》, BBC News
- Wilson, Giles (2004). “So What Colour Was Jesus?”. 《BBC Knowledge》 (London: BBC Worldwide). ISSN 1757-9929. OCLC 264714934.
- York, Malachi Z. (1993). 《What Race Was Jesus?》. Egipt. ISBN 978-1-59517-030-9. 2011년 6월 18일에 확인함. 요약문 (2004).